# Wattle Range
Wattle Range är en kommun i Australien. Den ligger i delstaten South Australia, omkring 330 kilometer sydost om delstatshuvudstaden Adelaide. Antalet invånare är 11 669.
Följande samhällen finns i Wattle Range:
- Millicent
- Penola
- Glencoe
- Beachport
- Kalangadoo
- Tantanoola
- Mount Burr
- Glenroy
- Coonawarra

I omgivningarna runt Wattle Range växer i huvudsak städsegrön lövskog. Runt Wattle Range är det mycket glesbefolkat, med 2 invånare per kvadratkilometer. Genomsnittlig årsnederbörd är 870 millimeter. Den regnigaste månaden är juli, med i genomsnitt 146 mm nederbörd, och den torraste är februari, med 14 mm nederbörd.